# Rasam (Partei)
Rasam (belarussisch Разам; russisch Вместе Wmeste; deutsch „Gemeinsam“) ist eine Partei der Demokratiebewegung in der Republik Belarus.
Sie entstand infolge der Proteste in Belarus 2020 nach der Präsidentschaftswahl. Mitinitiatorin war die Politikerin Maryja Kalesnikawa. Ziel der Partei ist die Erneuerung des Landes.
Die Partei arbeitet unabhängig vom Koordinierungsrat, der sich im August 2020 bildete.